# Dandara
|  | No s'ha de confondre amb l'indret egipci Dandara (Egipte). |

Dandara fou una guerrera afrobrasilera del període colonial del Brasil. Fou casada amb Zumbi dos Palmares i tingué tres fills. Després de ser arrestada el 6 de febrer de 1694, decidí suïcidar-se llençant-se al buit d'una pedrera, rebutjant així tornar a una vida d'esclavitud. Avui en dia resta una figura misteriosa perquè no es coneix gaire sobre la seva vida. La majoria de les històries sobre ella són múltiples i inconnexes.

## Personalitat i habilitats
Descrita com una heroïna, dominà les tècniques de capoeira i lluità en moltes batalles amb homes i dones per defensar Palmares, el lloc de Pernambuco on anaren a viure de manera segura els esclaus fugitius. Palmares fou establerta al segle xvii a la Serra da Barriga, en l'estat d'Alagoas, perquè fos difícil d'accedir gràcies a la densa vegetació de l'àrea.
Es desconeix si nasqué al Brasil o a l'Àfrica. Quan fou una noia jove, s'uní a un grup d'afrobrasilers per a lluitar en contra de l'esclavitud al Brasil. Ajudà a crear estratègies per a protegir Palmares. Destacà com a lluitadora, però també tingué interès en la caça i l'agricultura. Plantà blat de moro, mandioca, mongeta, moniato, canya de sucre i banana.
La població de Palmares produí eines per l'agricultura i armes per a la guerra. També treballaren amb fusta, terrissa i metall. Inicialment, totes les activitats i feines de la població estigueren destinades a mantenir una comunitat autogestionada, no obstant, alguns dels seus membres comerciaren amb pobles i molins de la regió.

## Història
A principis de la dècada de 1630, amb la invasió neerlandesa del Brasil, s'esdevingueren freqüentment atacs a Palmares. Segons les històries sobre Dandara, tingué una funció important en el trencament de relacions del seu marit amb el seu oncle Ganga Zumba, qui fou el primer gran cap de Quilombo dos Palmares. L'any 1678, Ganga Zumba signà un tractat de pau amb el govern de l'estat de Pernambuco. El tractat declarà que les persones de Palmares que havien estat arrestades fossin alliberades. També, tots aquells nascuts a Palmares fossin persones lliures, no esclaus, i tinguessin permís per involucrar-se en el comerç. A canvi, les persones de Palmares havien de lliurar a les autoritats els esclaus fugitius que es desplaçaren fins a la ciutat a la recerca de refugi. Es pensa que Dandara i Zumbi dos Palmares s'oposaren al tractat perquè no abolia l'esclavitud. Ganga Zumba fou assassinat per un dels seus conciutadans que s'oposà a la proposta.

## Família
Arbre genealògic de Dandara, basat en les informacions del web de TV Brasil, de Reginaldo de Souza Santos i de Décio Freitas:
|  |  |             |             |             |             |             |             |  |  | Algun rei del Congo |            |            |            |            |            |  |  |                    |                    |                    |                    |                    |                    |  |  |          |          |          |          |          |          |  |  |             |             |             |             |             |             |         |         |  |  |  |  |  |  |  |  |  |  |
|  |  |             |             |             |             |             |             |  |  |                     |            |            |            |            |            |  |  |                    |                    |                    |                    |                    |                    |  |  |          |          |          |          |          |          |  |  |             |             |             |             |             |             |         |         |  |  |  |  |  |  |  |  |  |  |
|  |  |             |             |             |             |             |             |  |  | Aqualtune           |            |            |            |            |            |  |  |                    |                    |                    |                    |                    |                    |  |  |          |          |          |          |          |          |  |  |             |             |             |             |             |             |         |         |  |  |  |  |  |  |  |  |  |  |
|  |  |             |             |             |             |             |             |  |  |                     |            |            |            |            |            |  |  |                    |                    |                    |                    |                    |                    |  |  |          |          |          |          |          |          |  |  |             |             |             |             |             |             |         |         |  |  |  |  |  |  |  |  |  |  |
|  |  |             |             |             |             |             |             |  |  |                     |            |            |            |            |            |  |  |                    |                    |                    |                    |                    |                    |  |  |          |          |          |          |          |          |  |  |             |             |             |             |             |             |         |         |  |  |  |  |  |  |  |  |  |  |
|  |  | Ganga Zumba | Ganga Zumba | Ganga Zumba | Ganga Zumba | Ganga Zumba | Ganga Zumba |  |  | Ganga Zona          | Ganga Zona | Ganga Zona | Ganga Zona | Ganga Zona | Ganga Zona |  |  | Sabina             | Sabina             | Sabina             | Sabina             | Sabina             | Sabina             |  |  |          |          |          |          |          |          |  |  |             |             |             |             |             |             |         |         |  |  |  |  |  |  |  |  |  |  |
|  |  | Ganga Zumba | Ganga Zumba | Ganga Zumba | Ganga Zumba | Ganga Zumba | Ganga Zumba |  |  | Ganga Zona          | Ganga Zona | Ganga Zona | Ganga Zona | Ganga Zona | Ganga Zona |  |  | Sabina             | Sabina             | Sabina             | Sabina             | Sabina             | Sabina             |  |  |          |          |          |          |          |          |  |  |             |             |             |             |             |             |         |         |  |  |  |  |  |  |  |  |  |  |
|  |  |             |             |             |             |             |             |  |  |                     |            |            |            |            |            |  |  | Zumbi dos Palmares | Zumbi dos Palmares | Zumbi dos Palmares | Zumbi dos Palmares | Zumbi dos Palmares | Zumbi dos Palmares |  |  |          |          |          |          |          |          |  |  |             |             | Dandara     | Dandara     | Dandara     | Dandara     | Dandara | Dandara |  |  |  |  |  |  |  |  |  |  |
|  |  |             |             |             |             |             |             |  |  |                     |            |            |            |            |            |  |  | Zumbi dos Palmares | Zumbi dos Palmares | Zumbi dos Palmares | Zumbi dos Palmares | Zumbi dos Palmares | Zumbi dos Palmares |  |  |          |          |          |          |          |          |  |  |             |             | Dandara     | Dandara     | Dandara     | Dandara     | Dandara | Dandara |  |  |  |  |  |  |  |  |  |  |
|  |  |             |             |             |             |             |             |  |  |                     |            |            |            |            |            |  |  |                    |                    |                    |                    |                    |                    |  |  |          |          |          |          |          |          |  |  |             |             |             |             |             |             |         |         |  |  |  |  |  |  |  |  |  |  |
|  |  |             |             |             |             |             |             |  |  |                     |            |            |            |            |            |  |  |                    |                    |                    |                    |                    |                    |  |  |          |          |          |          |          |          |  |  |             |             |             |             |             |             |         |         |  |  |  |  |  |  |  |  |  |  |
|  |  |             |             |             |             |             |             |  |  |                     |            |            |            |            |            |  |  |                    |                    |                    |                    |                    |                    |  |  |          |          |          |          |          |          |  |  |             |             |             |             |             |             |         |         |  |  |  |  |  |  |  |  |  |  |
|  |  |             |             |             |             |             |             |  |  |                     |            |            |            |            |            |  |  | Motumbo            | Motumbo            | Motumbo            | Motumbo            | Motumbo            | Motumbo            |  |  | Harmódio | Harmódio | Harmódio | Harmódio | Harmódio | Harmódio |  |  | Aristogíton | Aristogíton | Aristogíton | Aristogíton | Aristogíton | Aristogíton |         |         |  |  |  |  |  |  |  |  |  |  |

## Tributs
- El videojoc independent Dandara, desenvolupat per Long Hat House i publicat per Raw Furyr, s'inspira en la història de Dandara.[6][7]
- En virtut de la Llei Federal núm. 13816, de 2019. el Congrés Nacional del Brasil va decretar la inscripció de la guerrera en el Llibre dels Herois i Heroïnes de la Pàtria, un memorial cenotàfic situat dintre del Panteó de la Pàtria i de la Llibertat Tancredo Neves de Brasília, creat per honorar la memòria de les persones que millor van servir en la construcció i defensa del país.[8]